# Sabana arbolada de mopane de Angola
La sabana arbolada de mopane de Angola es una ecorregión de la ecozona afrotropical, definida por WWF, y que se extiende por África austral, entre Angola y Namibia.

## Descripción
Es una ecorregión de sabana que ocupa una extensión de 133.500 kilómetros cuadrados en el sur de Angola y el norte de Namibia, en el extremo occidental de la meseta de África central. 
Rodea completamente la ecorregión denominada salobral de la depresión de Etosha, en el norte de Namibia. Limita al norte con la sabana arbolada de miombo de Angola y el mosaico montano de selva y pradera de Angola, al noreste con la sabana arbolada de teca del Zambeze, al este con la sabana arbolada del Kalahari, al sureste con la sabana xerófila del Kalahari y al oeste con la sabana arbolada de Namibia.
El terreno es llano, más elevado hacia el sur, donde alcanza los 1857 m s. n. m. en los montes Waterberg. La ecorregión está rodeada por el norte, oeste y suroeste por terreno montañoso.
Las precipitaciones anuales medias varían entre 400 mm (al oeste) y 600 mm (al este), y se concentran en los meses de verano, entre agosto y abril, sobre todo en febrero. Las temperaturas medias también aumentan de oeste a este, con máximas desde 24 a 30 °C y mínimas de 9 a 12 °C.
El río Cunene es el único que fluye permanentemente por la región. También es importante la cuenca del Cuvelai, un área de 7000 km² en el norte de Namibia formada por canales intermitentes paralelos y someros, llamados oshanas, que en los períodos de inundaciones llenan el lago Oponono, fuente del río Ekuma.

## Flora
El árbol que da nombre a la ecorregión, el mopane (Colophospermum mopane), es el más representativo de esta sabana. Se presenta en forma arbustiva o arbórea en función de las condiciones locales. En Angola, predomina la sabana arbustiva espinosa de mopane asociado con otros árboles, como acacias (Acacia kirkii, Acacia nilotica, Acacia hebeclada y Acacia erubescens), la lira (Securinega virosa), el sándalo africano (Spirostachys africana), las especies de Terminalia Terminalia prunoides y Terminalia sericea, el espino de brujo (Ximenia americana), la jatrofa Jatropha campestris, etc. En Namibia, por el contrario, el mopane alcanza de siete a diez metros de altura y forma una sabana arbolada con sotobosque arbustivo.

## Fauna
La diversidad de mamíferos es alta: cebra de Burchell (Equus quagga burchelli), ñú azul (Connochaetes taurinus), springbok (Antidorcas marsupialis), elefante de sabana (Loxodonta africana), jirafa (Giraffa camelopardalis), cebra de Hartmann (Equus zebra hartmannae), rinoceronte negro (Diceros bicornis), orix de El Cabo (Oryx gazella gazella), eland de El Cabo (Taurotragus oryx), kudú (Tragelaphus strepsiceros), antílope ruano (Hippotragus equinus), steenbok (Raphicerus campestris), dik-dik de Kirk (Madoqua kirki), impala (Aepyceros melampus), león (Panthera leo), leopardo (Panthera pardus), guepardo (Acinonyx jubatus), hiena manchada (Crocuta crocuta), hiena parda (Parahyaena brunnea), chacal de gualdrapas (Canis mesomelas) y zorro orejudo (Otocyon megalotis). El rinoceronte blanco (Ceratotherium simum) ha sido reintroducido recientemente.
Se han registrado 375 especies de aves. La diversidad de arácnidos es también muy alta.

## Endemismos
Hay pocos endemismos.
Cuatro especies de reptiles son endémicas: el geco Afrogecko ansorgii, la serpiente Coluber zebrina, el lagarto Pedioplanis rubens y Psammophylax ocellatus, una serpiente venenosa de más de un metro de longitud. Se conoce un anfibio endémico: la rana Ptychadena mapacha.
Entre los arácnidos, hay siete arañas, dos solífugos y dos escorpiones endémicos.

## Estado de conservación
En peligro crítico. La principal amenaza es la caza mayor.

## Protección
En Angola se encuentran los parques nacionales de Bikuar y Mupa, y, en Namibia, el Parque nacional Etosha.